# (2780) Monnig
(2780) Monnig (1981 DO2; 1952 KV; 1971 BT3; 1971 BV2; 1976 YO) ist ein ungefähr fünf Kilometer großer Asteroid des inneren Hauptgürtels, der am 28. Februar 1981 vom US-amerikanischen Astronomen Schelte John Bus am Siding-Spring-Observatorium in der Nähe von Coonabarabran, New South Wales in Australien (IAU-Code 260) entdeckt wurde.

## Benennung
(2780) Monnig wurde nach dem US-amerikanischen Amateurastronomen Oscar Monnig (1902–1999) benannt, der sich mit der Erforschung von Meteoriten beschäftigt hatte. Die Benennung wurde von der US-amerikanischen Astronomin Eleanor Helin vorgeschlagen.